# 타카오 카논
타카오 카논(일본어: 高尾 奏音 たかお かのん[*], 2002년 9월 10일 ~ )은 일본의 여성 성우.
어릴 적부터 피아노에 친숙해, 2013년에는 밀라노 국제 주니어 피아노 콩쿠르에서 최고위 ASSOLUTO를 수상하는 등의 경력을 가진다.
2014년에 열린 '국민 성우 그랑프리'에서 그랑프리를 수상하며 어스 스타 드림의 멤버로 데뷔하게 되었다.또, 2017년 1월부터 같이 어스·스타 드림의 코이데 히카루와 그룹내 유닛 「히카논」을 결성하고 있다.
2016년 5월부터, 형인 타카오 카나노스케의 유닛 「카나데레쿠넨」의 보컬로서 참가해, 「논@카나데레쿠넨」으로서 활동하고 있다.
소속하고 있던 어스·스타 엔터테인먼트의 성우·탤런트 사업 철퇴에 수반해, 2018년 3월 31일부로 사무소를 퇴소했다.퇴소 후에는 4월부터 성우 양성소에 다니면서 성우·탤런트 활동을 계속한다.
2018년 11월 1일부터 링크 플랜에 소속.
좋아하는 애니메이션은 『케이온!』, 『야마노 추천』입니다.

## 출연작

### TVA
- 2015년
  - 아니토레! EX - 히라오카 유

- 2016년
  - 아니토레! XX ~한 지붕 아래에서~ - 히라오카 유
  - 우사카메 - 후루비라 타스쿠

- 2017년
  - 무책임 갤럭시☆테일러 - 고자 168세(아자린)
  - 야마노스스메 추억의 선물 - 유리

- 2018년
  - 백련의 패왕과 성약의 발키리 - 리네아

- 2019년
  - 마왕님, 리트라이! - 아쿠
  - 우리 딸을 위해서라면, 나는 마왕도 쓰러뜨릴 수 있을지 몰라. - 라티나

- 2020년
  - 마기아 레코드 마법소녀 마도카☆마기카 외전 - 안나 메루
  - 방과 후 제방 일지 - 츠루기 히나
  - 사랑하는 소행성 - 이토자키 하루카
  - 모여라! 시튼 학원 - 나가시카 키리
  - 우자키 양은 놀고 싶어! - 조연
  - 전익의 시그드리파 - 스즈하라 쿠루미

- 2021년
  - IDOLY PRIDE - 시라이시 치사
  - 진정한 동료가 아니라고 용사 파티에서 쫓겨났기 때문에, 변경에서 슬로우 라이프 하기로 했습니다 - 릿트
  - 에덴즈 제로 - 허밋 미오
  - 여성향 게임의 파멸 플래그밖에 없는 악역 영애로 환생해버렸다… X - 진저 태커
  - 탐정은 이미 죽었다 - 사이카와 유이
  - 마브러브 얼터너티브 - 야시로 카스미

- 2022년
  - 야마노스스메 Next Summit - 유리

### OVA
- 2015년
  - 타카미야 나스노입니다! - 후루비라 타스쿠

- 2016년
  - 테큐 - 나탈리아

- 2017년
  - 야마노스스메 시즌3 - 유리

### 게임
- 함대 컬렉션 - 고틀란드, 신요, 하치조, 이시가키, 셰필드, 호위독환희
- 마기아 레코드 마법소녀 마도카☆마기카 외전 - 안나 메루, 사토리 카고메
- 코노스바 모바일! - 판타스틱 데이즈 - 아이리스
- 원신 - 노엘
- 메르헨 포레스트 - 로제타
- IDOLY PRIDE - 시라이시 치사

### 라디오
- A&G ARTIST ZONE 어스 스타 드림의 THE CATCH(2015년, 초!A&G+)
- 아니토레!EX 라디오 연소계(2015~2016년, 초!A&G+・라디오 오사카・니코니코채널)
- 애니메이션 「마왕님 리트라이!」presents 라디오에서도 리트라이!(2019년, 초!A&G+)
- 오오니시 아구리・타카오 카논의 아구논 룸라보~♪(2019년~, 니코니코 생방송)
- 방과 후 제방 라디오(2020년, 온센)
- 타카오 카논의 「카논 소나타~제1악장~」(2021년 1월 11일~, 온센)
- IDOLY PRIDE 안녕하세요부터 시작하는 이야기(초!A&G+, 2021년 4월 4일~)
- 진정한 동료가 아니라고 용사 파티에서 쫓겨났기 때문에, 변경에서 슬로우 라디오 하기로 했습니다(온센, 2021년 10월 8일~)

### 드라마 CD
- 티어문 제국 이야기 ~단두대에서 시작하는 황녀님의 전생 역전 스토리~ - 티오나 루돌폰